# 原芳市
原 芳市（はら よしいち、1948年 - 2019年12月16日）は、日本の写真家・作家。

## 人物
1948年、東京都港区生まれ。千代田写真専門学院中退。
1970年代から1980年代にかけてストリップ劇場で働く踊り子を撮影した作品を数多く発表。
1982年に刊行した写真集『ストリッパー図鑑』（でる舎）で、第17回準太陽賞受賞。
『光あるうちに』（2011年）『現の闇』（2008年、いずれも蒼穹社刊）で、第24回写真の会賞受賞。
2015年に日本写真協会賞作家賞受賞。
2019年、ガンにより東京都品川区内の病院で逝去。71歳没。

## 経歴
個展
- 1973年「東北残像」キヤノンサロン・銀座
- 1980年「ストリッパー図鑑」銀座、大阪ニコンサロン
- 1981年「幟の遠景」三人展、新宿ニコンサロン
- 1983年「淑女録」ミノルタフォトスペース、新宿
- 1986年「曼陀羅図鑑」新宿、大阪ニコンサロン
- 1987年「曼陀羅図鑑 II」ギャラリーＫ、福島
- 1993年「エロスの刻印」銀座、大阪ニコンサロン
- 2002年「現の闇」銀座ニコンサロン
- 2008年「現の闇 II」ギャラリー蒼穹舎・新宿
- 2009年「幻の刻」ギャラリー蒼穹舎
- 2009年「幻の街 -theater-」（谷口雅彦・三根潤と三人展）サードディストリクトギャラリー、新宿
- 2011年「光あるうちに II」東塔堂・渋谷
- 2011年「光あるうちにIII」Ban Photo Gallery・愛知県春日井市
- 2012年「光あるうちに」銀座ニコンサロン
- 2012年「写真の会賞展」第24回写真の会賞　プレイスM・新宿
- 2013年「Japanese Art Photographers 107」企画展 アートフェア東京　東京国際フォーラム
- 2013年 「常世の虫」銀座ニコンサロン
- 2013年 「天使見た街」プレイスM・新宿
- 2014年 「光あるうちに」POETIC SCAPE・中目黒
- 2015年 「淑女録」POETIC SCAPE ・中目黒
- 2017年「エロスの刻印」POETIC SCAPE ・中目黒
- 2019年「東北残像」東塔堂・渋谷
- 2020年「神息の音」ギャラリー蒼穹舎・新宿

## 写真集
- 1978年「風媒花」でる舎・私家版
- 1980年「ぼくのジプシー・ローズ」ヤゲンブラ選書・晩聲社　第十七回準太陽賞受賞
- 1982年「ストリッパー図鑑」でる舎・私家版
- 1984年「淑女録　原芳市コレクション」晩聾社
- 1988年「曼陀羅図鑑」晩聾社
- 1994年「1994ストリッパーズ名鑑」風雅書房
- 1995年「影山莉菜伝説」青人社
- 1999年「ストリップのある街」自由國民社
- 2000年「ザ・ストリッパー」双葉社
- 2000年「ザ・ストリッパー 2」双葉社
- 2001年「ザ・ストリッパー 3」双葉社
- 2008年「現の闇」蒼穹舎
- 2011年「光あるうちに」蒼穹舎
- 2013年「常世の虫」蒼穹舍
- 2013年「ストリッパー図鑑」SEKKA
- 2013年「天使見た街」プレイスM
- 2017年「エロスの刻印」でる舎
- 2019年「東北残像」でる舎
- 2019年「神息の音」蒼穹舎
- 2019年「時を呼ぶこえ」でる舎